# 조홍규 (1943년)
조홍규(趙洪奎, 1943년 10월 17일~2015년 8월 14일)는 대한민국의 정치인이다. 제13·14·15대 국회의원을 지냈으며 한국관광공사 사장을 역임했다. 본관은 옥천. 종교는 천주교이며, 세례명은 빅토르이다.

## 학력
- 광주서중학교 졸업
- 광주제일고등학교 졸업
- 고려대학교 정치외교학과 입학
- 미국 미주리대 신문대학원 연수
- 고려대학교 자연자원대학원 수료
- 고려대학교 정치외교학과 졸업
- 서울대학교 최고경영자과정 수료

## 경력
- 한국관광공사 사장

## 역대 선거 결과
|  | 20.6% |

|  | 21.6% |

|  | 82.43% |

|  | 58.16% |

|  | 71.84% |

|  | 1.12% |

## 같이 보기
- 광산구 (선거구)
- 광주 광산구의 국회의원